# TV Celinauta
TV Celinauta é uma emissora de televisão brasileira sediada em Pato Branco, cidade do estado do Paraná. Opera no canal 7 (27 UHF digital) e é afiliada à RedeTV!. Pertence a Rede Celinauta de Comunicação, vinculada a Ordem dos Frades Menores de Pato Branco, e da qual também fazem parte a Rádio Celinauta e a Movimento FM.

## História

### Concessão
Em 1967, o frei Policarpo Berri, da O.F.M., idealista e pioneiro líder religioso em comunicações no Paraná, entra com pedido de concessão de emissora de TV, já tendo a Rádio Celinauta AM, em nome da Fundação Cultural Celinauta.
O pedido demora por 12 anos até que em 1979, já no Governo Militar de João Figueiredo, a concessão foi obtida em definitivo.

## Sinal digital
| Canal virtual | Canal digital | Resolução de tela | Programação                                     |
| ------------- | ------------- | ----------------- | ----------------------------------------------- |
| 7.1           | 27 UHF        | 1080i             | Programação principal da TV Celinauta / RedeTV! |

A então TV Sudoeste iniciou suas transmissões digitais em 14 de dezembro de 2015, através do canal 27 UHF. Desde o início das transmissões digitais, a emissora passou a produzir sua programação em alta definição.
Transição para o sinal digital
Com base no decreto federal de transição das emissoras de TV brasileiras do sinal analógico para o digital, a então TV Sudoeste, bem como as outras emissoras de Pato Branco, cessou suas transmissões pelo canal 7 VHF em 27 de fevereiro de 2021.